# Етолије
Етолије (фр. Etauliers) насеље је и општина у југозападној Француској у региону Аквитанија, у департману Жиронда која припада префектури Бле.
По подацима из 2011. године у општини је живело 1579 становника, а густина насељености је износила 121,65 становника/km². Општина се простире на површини од 12,98 km². Налази се на средњој надморској висини од 7 метара (максималној 23 m, а минималној 1 m).

## Демографија
| 1962. | 1968. | 1975. | 1982. | 1990. | 1999. | 2011. |
| ----- | ----- | ----- | ----- | ----- | ----- | ----- |
| 779   | 816   | 760   | 1.513 | 1.294 | 1.394 | 1.579 |

График промене броја становника у току последњих година